# Omeshorn
De Omeshorn is een 2557 meter hoge bergtop in het Lechbrongebergte in de Oostenrijkse deelstaat Vorarlberg.
De berg behoort tot de Wildgrubenspitzegroep van dit gebergte en ligt ten zuidwesten van Lech am Arlberg. In de winter wordt op de hellingen van de Omeshorn veelvuldig geskied.
Volgens een sage bevond zich 's nachts op de alpenweide Gstüatalpe op de flanken van de Omeshorn een mysterieus spooklicht, dat angstaanjagend dicht bij voorbijgangers kwam en hen tot in het Zürstal volgde.